# Adeonella gibba
Adeonella gibba är en mossdjursart som beskrevs av Hayward och Cook 1983. Adeonella gibba ingår i släktet Adeonella och familjen Adeonellidae. Inga underarter finns listade i Catalogue of Life.